# José Ángel Valdés
José Ángel Valdés Díaz (Gijón, 5 settembre 1989) è un ex calciatore spagnolo.

## Biografia
Soprannominato "Cote" da tifosi ed amici, è originario delle Asturie.

## Carriera

### Club

#### Sporting Gijón
José Ángel debuttò nella prima squadra dello Sporting Gijón in un incontro valido per la Coppa del Re 2008-2009, vinto per 3-1 sul Valladolid. L'8 febbraio 2009 esordì nella Primera División, sostituendo Rafel Sastre nella sconfitta per 3-1 sul campo del Barcellona. Segnò la prima rete nella massima divisione spagnola il 15 marzo, nella vittoria casalinga per 3-2 sul Deportivo La Coruña.
L'anno successivo fu integrato definitivamente nella prima squadra e collezionò 13 apparizioni in campionato. A fine stagione fu scelto come miglior terzino sinistro del campionato, tra gli Under-21, nel Fútbol Draft 2010. Contribuì al raggiungimento della salvezza da parte dello Sporting Gijón.
Nel campionato 2010-2011, complice un infortunio dell'altro terzino sinistro dello Sporting, Roberto Canella, José Ángel conquistò il posto da titolare in autunno per non perderlo più in tutto il resto della stagione.

#### Roma
Il 19 luglio 2011 viene ufficializzato il suo passaggio alla Roma, con cui firma un contratto quinquennale da 1,25 milioni di euro lordi a stagione. Il suo cartellino è stato pagato 5 milioni di euro.
Esordisce in maglia giallorossa il 18 agosto 2011, nella partita d'andata valida per il terzo turno di Europa League contro lo Slovan Bratislava, gara persa per 1-0.

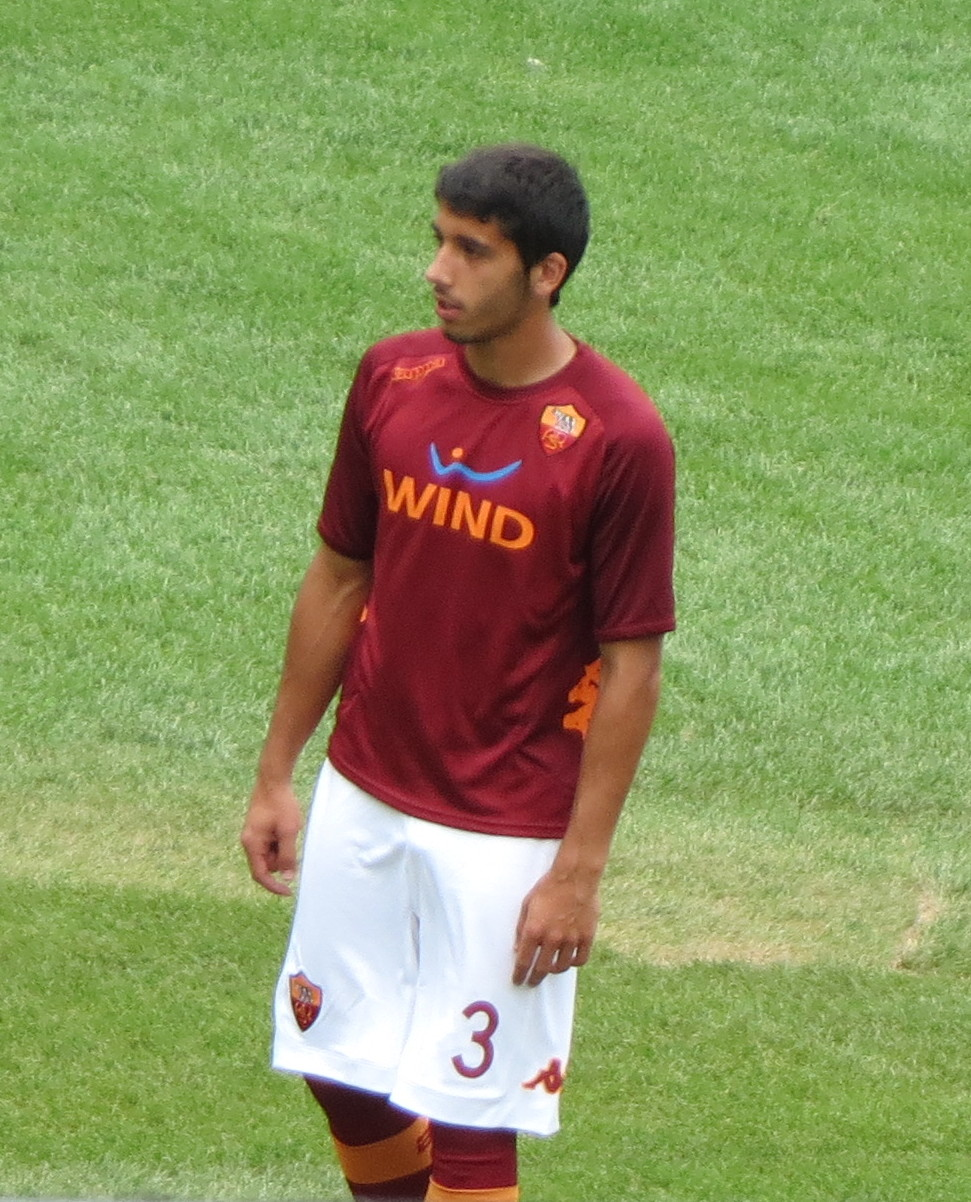
Jose Angel alla Roma nel 2012

Debutta in campionato l'11 settembre 2011 nella partita dell'Olimpico contro il Cagliari, persa dalla Roma per 1-2, venendo espulso nella seconda metà di gioco.. Conclude la stagione con 32 presenze tra campionato e coppe.

#### Real Sociedad
Il 3 agosto 2012 viene ufficializzato il suo passaggio in prestito con diritto di riscatto alla Real Sociedad. Nella sua prima stagione ottiene solo 13 presenze complessive. Il 4 luglio 2013 la Roma prolunga il prestito del calciatore per un'altra stagione. Conclude quindi la stagione seguente con invece ben 30 presenze ed una rete.

#### Porto
Il 29 luglio 2014 viene ufficializzata la sua cessione a titolo gratuito al Porto; l'accordo prevede il riconoscimento, in favore della Roma, del 50% del corrispettivo di una futura eventuale vendita dei diritti del calciatore.

#### Villarreal
A fine luglio 2016 passa in prestito al Villarreal.

#### Eibar
Ritornato al Porto dal prestito al Villareal, viene ceduto all'Eibar, dove ottiene buoni risultati. Al termine della stagione 2020-2021, dopo 107 presenze e 2 reti in campionato, rimane svincolato.

#### Osasuna
Il 5 luglio 2021 viene acquistato dall'Osasuna.

### Nazionale
José Ángel debuttò nella Spagna under 21 il 7 settembre 2009, nella vittoria per 4-0 sul Liechtenstein under 21. Fu convocato da Luis Milla per il campionato europeo Under-21 2011, che si sarebbe disputato in Danimarca. Nella fase finale del torneo non fu mai impiegato, poiché fu la riserva di Dídac Vilà; gli iberici si laurearono campioni d'Europa a fine competizione.

## Statistiche

### Presenze e reti nei club
Statistiche aggiornate all'8 febbraio 2025.
| Stagione              | Club                  | Campionato            | Campionato | Campionato | Coppe nazionali | Coppe nazionali | Coppe nazionali | Coppe continentali | Coppe continentali | Coppe continentali | Supercoppe | Supercoppe | Supercoppe | Totale | Totale |
| Stagione              | Club                  | Comp                  | Pres       | Reti       | Comp            | Pres            | Reti            | Comp               | Pres               | Reti               | Comp       | Pres       | Reti       | Pres   | Reti   |
| --------------------- | --------------------- | --------------------- | ---------- | ---------- | --------------- | --------------- | --------------- | ------------------ | ------------------ | ------------------ | ---------- | ---------- | ---------- | ------ | ------ |
| 2008-2009             | Sporting Gijón B      | SDB                   | 21         | 0          | -               | -               | -               | -                  | -                  | -                  | -          | -          | -          | 21     | 0      |
| 2008-2009             | Sporting Gijón        | PD                    | 13         | 1          | CR              | 4               | 0               | -                  | -                  | -                  | -          | -          | -          | 17     | 1      |
| 2009-2010             | Sporting Gijón        | PD                    | 13         | 0          | CR              | 2               | 0               | -                  | -                  | -                  | -          | -          | -          | 15     | 0      |
| 2010-2011             | Sporting Gijón        | PD                    | 26         | 0          | CR              | 1               | 0               | -                  | -                  | -                  | -          | -          | -          | 27     | 0      |
| 2011-2012             | Roma                  | A                     | 28         | 0          | CI              | 2               | 0               | UEL                | 2                  | 0                  | -          | -          | -          | 32     | 0      |
| 2012-2013             | Real Sociedad         | PD                    | 11         | 0          | CR              | 2               | 0               | -                  | -                  | -                  | -          | -          | -          | 13     | 0      |
| 2013-2014             | Real Sociedad         | PD                    | 22         | 1          | CR              | 7               | 0               | UCL                | 1                  | 0                  | -          | -          | -          | 30     | 1      |
| Totale Real Sociedad  | Totale Real Sociedad  | Totale Real Sociedad  | 33         | 1          |                 | 9               | 0               |                    | 1                  | 0                  |            |            |            | 43     | 1      |
| 2014-2015             | Porto                 | PL                    | 7          | 0          | CP+CdL          | 1+5             | 0               | UCL                | 0                  | 0                  | -          | -          | -          | 13     | 0      |
| 2015-2016             | Porto                 | PL                    | 7          | 0          | CP+CdL          | 4+3             | 0               | UEL                | 2                  | 0                  | -          | -          | -          | 16     | 0      |
| Totale Porto          | Totale Porto          | Totale Porto          | 14         | 0          |                 | 13              | 0               |                    | 2                  | 0                  |            |            |            | 29     | 0      |
| 2016-2017             | Villarreal            | PD                    | 7          | 0          | CR              | 2               | 0               | UCL+UEL            | 2+6                | 0                  | -          | -          | -          | 5      | 0      |
| 2017-2018             | Eibar                 | PD                    | 30         | 0          | CR              | 1               | 0               | -                  | -                  | -                  | -          | -          | -          | 31     | 0      |
| 2018-2019             | Eibar                 | PD                    | 35         | 1          | CR              | 1               | 0               | -                  | -                  | -                  | -          | -          | -          | 36     | 1      |
| 2019-2020             | Eibar                 | PD                    | 28         | 1          | CR              | -               | -               | -                  | -                  | -                  | -          | -          | -          | 28     | 1      |
| 2020-2021             | Eibar                 | PD                    | 14         | 0          | CR              | -               | -               | -                  | -                  | -                  | -          | -          | -          | 14     | 0      |
| Totale Eibar          | Totale Eibar          | Totale Eibar          | 107        | 2          |                 | 2               | 0               |                    |                    |                    |            |            |            | 109    | 2      |
| 2021-2022             | Osasuna               | PD                    | 23         | 1          | CR              | 2               | 0               | -                  | -                  | -                  | -          | -          | -          | 25     | 1      |
| 2022-2023             | Sporting Gijón        | SD                    | 33         | 0          | CR              | 2               | 0               | -                  | -                  | -                  | -          | -          | -          | 35     | 0      |
| 2023-2024             | Sporting Gijón        | SD                    | 39+1       | 4          | CR              | -               | -               | -                  | -                  | -                  | -          | -          | -          | 40     | 4      |
| 2024-2025             | Sporting Gijón        | SD                    | 18         | 1          | CR              | 1               | 0               | -                  | -                  | -                  | -          | -          | -          | 19     | 1      |
| Totale Sporting Gijón | Totale Sporting Gijón | Totale Sporting Gijón | 143        | 6          |                 | 10              | 0               |                    |                    |                    |            |            |            | 153    | 6      |
| Totale carriera       | Totale carriera       | Totale carriera       | 373        | 10         |                 | 40              | 0               |                    | 13                 | 0                  |            |            |            | 429    | 10     |

## Palmarès

### Nazionale
- Giochi del Mediterraneo: 1

 Pescara 2009
- Campionato d'Europa Under-21: 1

2011